# الکساندر فدوروفسکی
الکساندر فدوروفسکی (به انگلیسی: Aleksandr Fedorovsky) (زادهٔ ۱۷ آوریل ۱۹۵۹) شناگر اهل شوروی است.